# Fußball-Asienmeisterschaft der Frauen 2022/Qualifikation
Die Qualifikation zur Fußball-Asienmeisterschaft der Frauen 2022 fand vom 17. September bis zum 24. Oktober 2021 statt. Es nahmen 24 der insgesamt 47 Mitgliedsverbände der AFC teil. Neben Gastgeber Indien waren auch die drei besten Mannschaften des Turniers 2018 in Jordanien – Japan, Australien und China – direkt qualifiziert. Die Endrunde wird erstmals mit 12 Mannschaften ausgetragen.

## Modus
Die Gruppenauslosung sollte ursprünglich am 27. Mai 2021 in Kuala Lumpur stattfinden, musste aufgrund der Corona-Pandemie aber auf den 24. Juni 2021 verschoben werden. Die 28 angemeldeten Mannschaften wurden entsprechend ihrer Platzierungen bei der letzten Austragung in vier Lostöpfe aufgeteilt und in vier Vierer- und vier Dreiergruppen gelost. Die sieben bei der Auslosung als Gastgeber einer Gruppe vorgesehenen Mannschaften wurden in verschiedene Gruppen gelost. Mit Afghanistan, Laos, der Mongolei und Turkmenistan sollten vier Mannschaften zum ersten Mal an der Qualifikation für die Asienmeisterschaft teilnehmen. Afghanistan, der Irak, Nordkorea sowie Turkmenistan zogen sich jedoch jeweils nach der Auslosung zurück.
Die Spiele fanden vom 17. bis zum 29. September sowie vom 18. bis zum 24. Oktober 2021 statt. Die Gruppen wurden als Miniturniere ausgetragen, bei denen je einer der Teilnehmer als Gastgeber einer Gruppe fungierte. Jede Mannschaft spielte einmal gegen jede andere ihrer Gruppe. Die acht Gruppensieger qualifizierten sich für die Endrunde.

## Gruppeneinteilung
| Gruppe A       | Gruppe B      | Gruppe C    | Gruppe D           |
| -------------- | ------------- | ----------- | ------------------ |
| Chinese Taipei | Vietnam       | Nordkorea 1 | Myanmar            |
| Bahrain        | Tadschikistan | Singapur    | Ver. Arab. Emirate |
| Turkmenistan 1 | Malediven     | Irak 1      | Guam               |
| Laos           | Afghanistan 1 | Indonesien  | Libanon            |
| Gruppe E       | Gruppe F      | Gruppe G    | Gruppe H           |
| Südkorea       | Philippinen   | Jordanien   | Thailand           |
| Usbekistan     | Hongkong      | Iran        | Palästina          |
| Mongolei       | Nepal         | Bangladesch | Malaysia           |

Anmerkung

## Gruppen

### Gruppe A
Als Gastgeber war zunächst die Republik China auf Taiwan vorgesehen. Die Spiele fanden alle im al Muharraq Stadium in Arad (Bahrain) statt.
Tabelle
| Pl. | Land           | Sp. | S | U | N | Tore    | Diff. | Punkte |
| --- | -------------- | --- | - | - | - | ------- | ----- | ------ |
| 1.  | Chinese Taipei | 2   | 2 | 0 | 0 | 006:000 | +6    | 06     |
| 2.  | Bahrain        | 2   | 0 | 1 | 1 | 000:200 | −2    | 01     |
| 3.  | Laos           | 2   | 0 | 1 | 1 | 000:400 | −4    | 01     |

Spielergebnisse
| 18.10.2021 | Laos           | – | Chinese Taipei | 0:4 (0:2) |
| 21.10.2021 | Bahrain        | – | Laos           | 0:0       |
| 24.10.2021 | Chinese Taipei | – | Bahrain        | 2:0 (0:0) |

### Gruppe B
Die Spiele fanden alle im Pamir-Stadion in Duschanbe (Tadschikistan) statt.
Tabelle
| Pl. | Land          | Sp. | S | U | N | Tore    | Diff. | Punkte |
| --- | ------------- | --- | - | - | - | ------- | ----- | ------ |
| 1.  | Vietnam       | 2   | 2 | 0 | 0 | 023:000 | +23   | 06     |
| 2.  | Tadschikistan | 2   | 1 | 0 | 1 | 004:700 | −3    | 03     |
| 3.  | Malediven     | 2   | 0 | 0 | 2 | 000:200 | −20   | 0      |

Spielergebnisse
| 23.09.2021 | Malediven     | – | Vietnam       | 0:16 (0:5) |
| 26.09.2021 | Tadschikistan | – | Malediven     | 4:0 (3:0)  |
| 29.09.2021 | Vietnam       | – | Tadschikistan | 7:0 (2:0)  |

### Gruppe C
Die Spiele fanden alle im Pamir-Stadion in Duschanbe (Tadschikistan) statt.
Tabelle
| Pl. | Land       | Sp. | S | U | N | Tore    | Diff. | Punkte |
| --- | ---------- | --- | - | - | - | ------- | ----- | ------ |
| 1.  | Indonesien | 2   | 2 | 0 | 0 | 002:000 | +2    | 06     |
| 2.  | Singapur   | 2   | 0 | 0 | 2 | 000:200 | −2    | 0      |

Spielergebnisse
| 24.09.2021 | Singapur   | – | Indonesien | 0:1 (0:1) |
| 27.09.2021 | Indonesien | – | Singapur   | 1:0 (1:0) |

### Gruppe D
Als Gastgeber war zunächst der Libanon vorgesehen. Die Spiele fanden alle im Dolen-Omurzakov-Stadion in Bischkek (Kirgisistan) statt.
Tabelle
| Pl. | Land               | Sp. | S | U | N | Tore    | Diff. | Punkte |
| --- | ------------------ | --- | - | - | - | ------- | ----- | ------ |
| 1.  | Myanmar            | 3   | 3 | 0 | 0 | 014:000 | +14   | 09     |
| 2.  | Libanon            | 3   | 2 | 0 | 1 | 004:400 | ±0    | 06     |
| 3.  | Ver. Arab. Emirate | 3   | 1 | 0 | 2 | 002:400 | −2    | 03     |
| 4.  | Guam               | 3   | 0 | 0 | 3 | 001:130 | −12   | 0      |

Spielergebnisse
| 18.10.2021 | Myanmar            | – | Libanon            | 4:0 (1:0) |
| 18.10.2021 | Ver. Arab. Emirate | – | Guam               | 2:1 (1:1) |
| 21.10.2021 | Libanon            | – | Ver. Arab. Emirate | 1:0 (0:0) |
| 21.10.2021 | Guam               | – | Myanmar            | 0:8 (0:3) |
| 24.10.2021 | Myanmar            | – | Ver. Arab. Emirate | 2:0 (2:0) |
| 24.10.2021 | Guam               | – | Libanon            | 0:3 (0:1) |

### Gruppe E
Die Spiele fanden alle im Paxtakor-Zentral-Stadion in Taschkent (Usbekistan) statt.
Tabelle
| Pl. | Land       | Sp. | S | U | N | Tore    | Diff. | Punkte |
| --- | ---------- | --- | - | - | - | ------- | ----- | ------ |
| 1.  | Südkorea   | 2   | 2 | 0 | 0 | 016:000 | +16   | 06     |
| 2.  | Usbekistan | 2   | 1 | 0 | 1 | 012:400 | +8    | 03     |
| 3.  | Mongolei   | 2   | 0 | 0 | 2 | 000:240 | −24   | 0      |

Spielergebnisse
| 17.09.2021 | Mongolei   | – | Südkorea   | 00:12 (0:7) |
| 20.09.2021 | Usbekistan | – | Mongolei   | 12:0 (5:0)  |
| 23.09.2021 | Südkorea   | – | Usbekistan | 04:0 (1:0)  |

### Gruppe F
Die Spiele fanden alle im JAR-Stadion in Taschkent (Usbekistan) statt.
Tabelle
| Pl. | Land        | Sp. | S | U | N | Tore    | Diff. | Punkte |
| --- | ----------- | --- | - | - | - | ------- | ----- | ------ |
| 1.  | Philippinen | 2   | 2 | 0 | 0 | 004:200 | +2    | 06     |
| 2.  | Hongkong    | 2   | 0 | 1 | 1 | 001:200 | −1    | 01     |
| 2.  | Nepal       | 2   | 0 | 1 | 1 | 001:200 | −1    | 01     |

Spielergebnisse
| 18.09.2021 | Nepal       | – | Philippinen | 1:2 (1:0) |
| 21.09.2021 | Hongkong    | – | Nepal       | 0:0       |
| 24.09.2021 | Philippinen | – | Hongkong    | 2:1 (1:0) |

### Gruppe G
Als Gastgeber war zunächst Bangladesch vorgesehen. Die Spiele fanden alle im Milliy-Stadion in Taschkent (Usbekistan) statt.
Tabelle
| Pl. | Land        | Sp. | S | U | N | Tore    | Diff. | Punkte |
| --- | ----------- | --- | - | - | - | ------- | ----- | ------ |
| 1.  | Iran        | 2   | 1 | 1 | 0 | 005:000 | +5    | 04     |
| 2.  | Jordanien   | 2   | 1 | 1 | 0 | 005:000 | +5    | 04     |
| 3.  | Bangladesch | 2   | 0 | 0 | 2 | 000:100 | −10   | 0      |

Spielergebnisse
| 19.09.2021 | Bangladesch | – | Jordanien   | 0:5 (0:2)      |
| 22.09.2021 | Iran        | – | Bangladesch | 5:0 (3:0)      |
| 25.09.2021 | Jordanien   | – | Iran        | 0:0, 2:4 i. E. |

### Gruppe H
Die Spiele fanden alle im Faisal al-Husseini International Stadium in al-Ram (Palästina) statt.
Tabelle
| Pl. | Land      | Sp. | S | U | N | Tore    | Diff. | Punkte |
| --- | --------- | --- | - | - | - | ------- | ----- | ------ |
| 1.  | Thailand  | 2   | 2 | 0 | 0 | 011:000 | +11   | 06     |
| 2.  | Malaysia  | 2   | 1 | 0 | 1 | 002:400 | −2    | 03     |
| 3.  | Palästina | 2   | 0 | 0 | 2 | 000:900 | −9    | 0      |

Spielergebnisse
| 19.09.2021 | Malaysia  | – | Thailand  | 0:4 (0:3) |
| 22.09.2021 | Palästina | – | Malaysia  | 0:2 (0:0) |
| 25.09.2021 | Thailand  | – | Palästina | 7:0 (2:0) |